# 유수프 포파나
유수프 포파나(프랑스어: Youssouf Fofana, 1999년 1월 10일 ~ )는 프랑스의 축구 선수이다. 포지션은 미드필더이며, 현재 이탈리아 세리에 A의 AC 밀란에서 활약하고 있다.